# Zarzecze (rejon turczański)
Zarzecze (ukr. Заріччя) – wieś na Ukrainie, w obwodzie lwowskim, w rejonie samborskim (wcześniej w rejonie turczańskim), nad Stryjem. Miejscowość liczy około 435 mieszkańców. 